# 蟹膏
蟹膏是雄蟹体内的生殖腺（及其分泌物）和脂肪，一般为青白色半透明果冻状液体，蒸煮后会变为半透明胶质。
与蟹黄一样，蟹膏中含有较为丰富的蛋白质、磷脂等营养物质，但同时也含有较多的脂肪和胆固醇，因此心血管疾病患者应尽量少食。
中国民间有“九雌十雄”的说法，其中的“十雄”指的是农历十月是食用公蟹最佳的时期。公蟹性腺发育较晚，约在农历十月达到生殖期，故此时蟹膏最为肥美。